# St.-Katharinen-Kirche (Schönemoor)

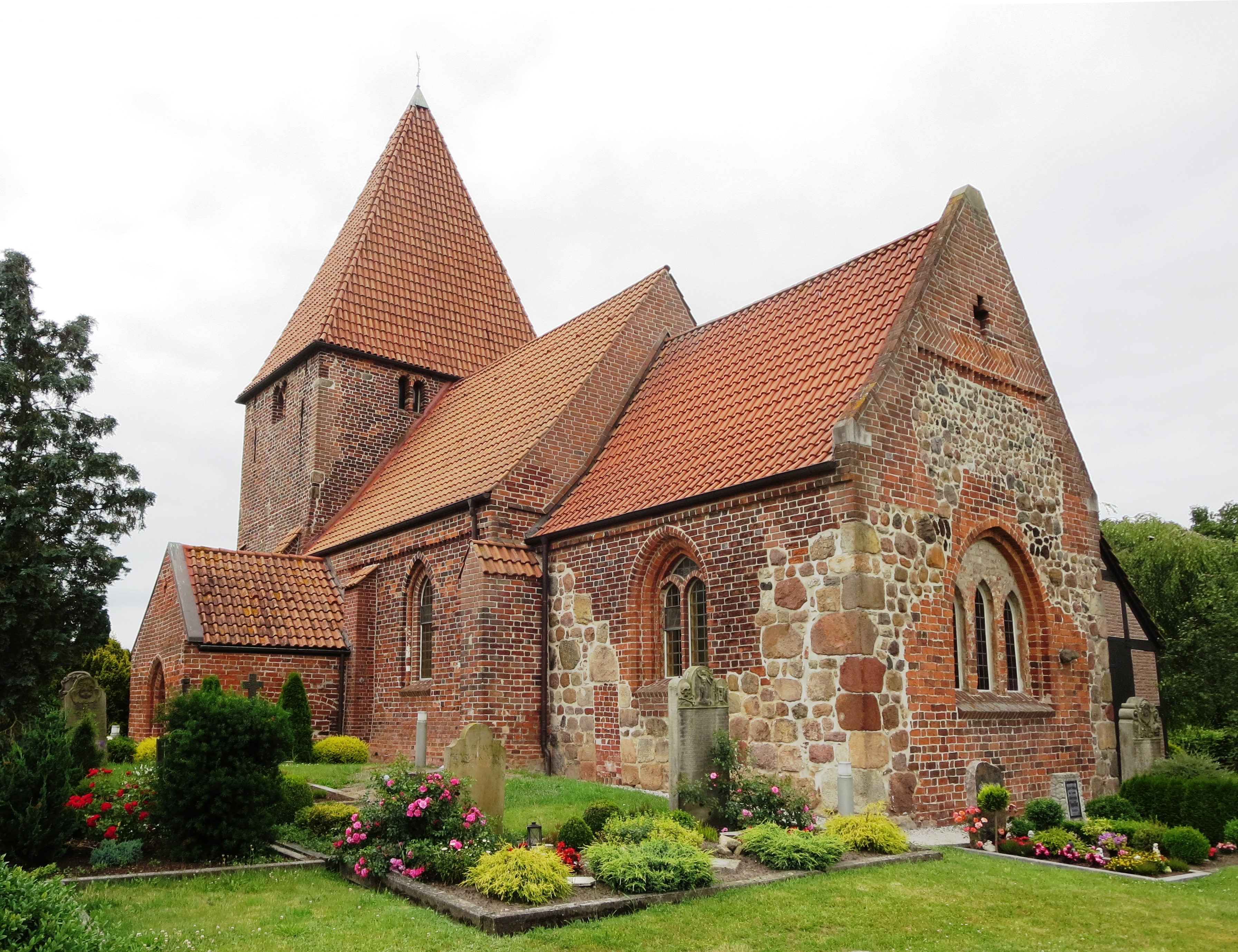
St. Katharinen Kirche Schönemoor

Die St.-Katharinen-Kirche Schönemoor, einem Ortsteil der Gemeinde Ganderkesee, ist eine Backsteinkirche aus dem Jahre 1324. Sie ist eine der am besten erhaltenen Kirchen dieser Zeit in der Norddeutschen Tiefebene.
Seit dem 1. Januar 2024 ist die Katharinen-Kirche die Predigtstätte des Bezirks Schönemoor der Ev.-luth. Kirchengemeinde Ganderkesee und Schönemoor im Kirchenkreis Delmenhorst/Oldenburg Land der Evangelisch-Lutherischen Kirche in Oldenburg. Bis dahin gehörte die Kirche zur Kirchengemeinde Schönemoor.

## Geschichte
Von einer bereits 1230 genannten Kirche sind möglicherweise Mauerteile oder wenigstens Granitfeldsteine in den Wänden des Chors erhalten. 1324 wurde der heutige Bau geweiht. Kirchenpatronin ist die frühchristliche Märtyrerin Katharina von Alexandrien. Die Kirche ist durch eine päpstliche Ablassurkunde von 1333 als Pilgerkirche bezeugt. Das Original der Urkunde befindet sich im Staatsarchiv Oldenburg, eine gut gemachte Kopie hängt in der Vorhalle. Noch heute sind an den Backsteinen außen am Chor Kratzspuren zu erkennen, die darauf hinweisen, dass Wallfahrer sich so die als segenspendend angesehenen Partikel der Pilgerkirche verschafften. Über die Prediger seit der Reformation bis zum Jahre 1903 existieren ausführliche Aufzeichnungen.

## Architektur

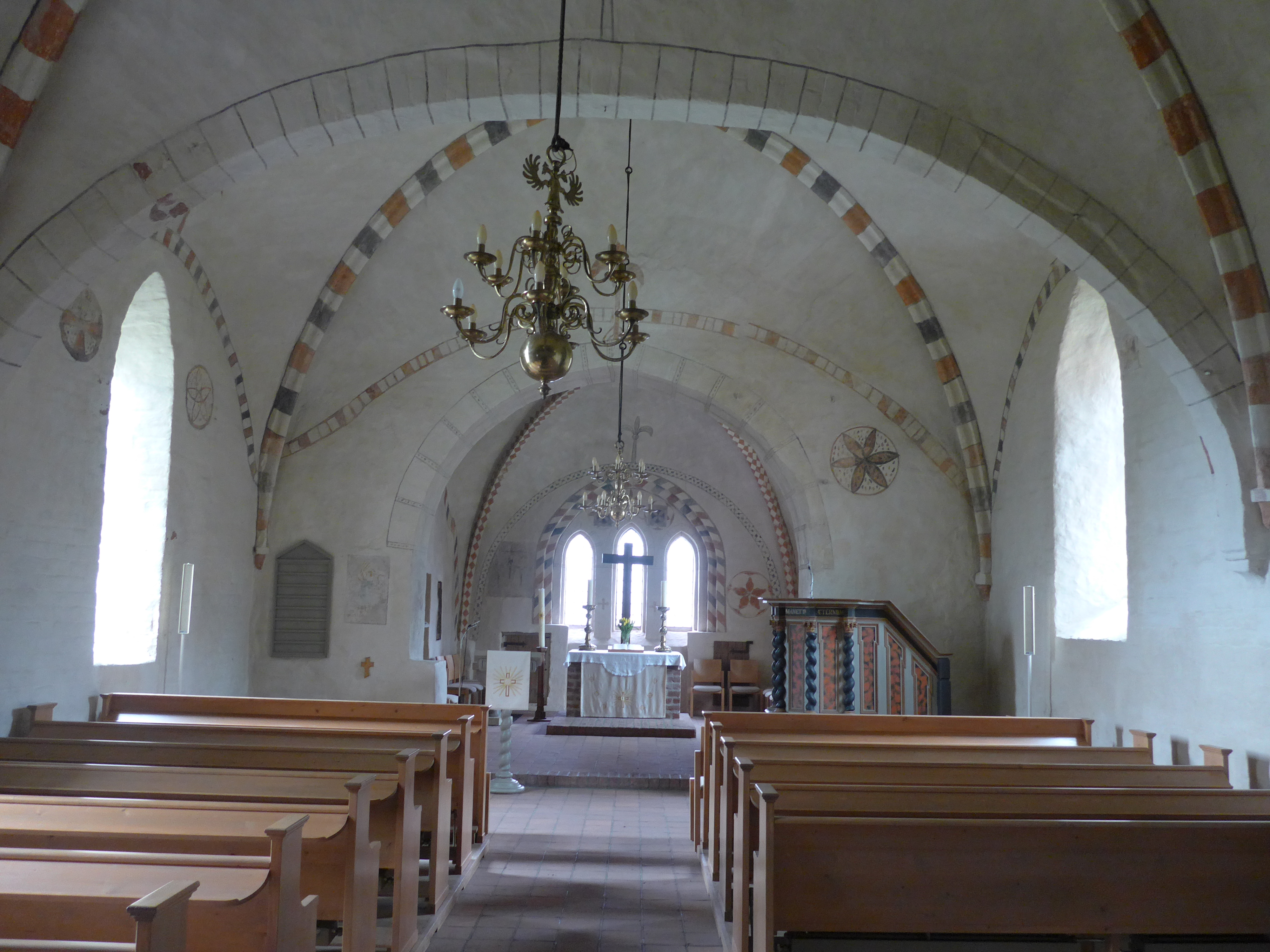
Innenansicht zum Chor hin

Der Backsteinbau, „ein bezauberndes Beispiel für eine mittelalterliche Dorfkirche“, hat die Form einer frühgotischen Saalkirche. Der eingezogene Chor ist teilweise aus Granitfindlingen aufgemauert. Bauhistoriker vermuten in den profilierten Laibungen der Spitzbogenfenster auf der Chorsüdseite und auf der Nordseite des Schiffs ältere Formen, halten das Dreifachfenster in der geraden Chorostwand aber für eine nachträgliche Einfügung vom Anfang des 14. Jahrhunderts. Die drei Joche des Schiffs sind mit Kreuzrippen gewölbt, über dem westlichen erhebt sich in gesamter Breite der querrechteckige, gedrungene Turm mit seinem Zeltdach. Der als Vorraum ausgebaute Eingang an der Südseite hatte die Funktion eines Brauthauses. Auch eine Bezeichnung als Kinderhaus ist überliefert. Die erstere Benennung dieses Bauteils geht darauf zurück, dass solche Räume im Mittelalter und darüber hinaus zum Ort der kirchlichen Eheschließung bestimmt waren (vgl. die als Paradies bezeichneten Vorhallen an manchen Bischofskirchen, die dem gleichen Zweck dienten). Kinderhaus ist die Vorhalle später genannt worden, weil dort die zur Taufe sich einfindenden Angehörigen mit ihren Kindern auf das Eintreffen des Geistlichen gewartet haben sollen. Eine später mit Ziegeln zugemauerte Priesterpforte ist außen an der südlichen Chorwand erkennbar.

## Ausstattung

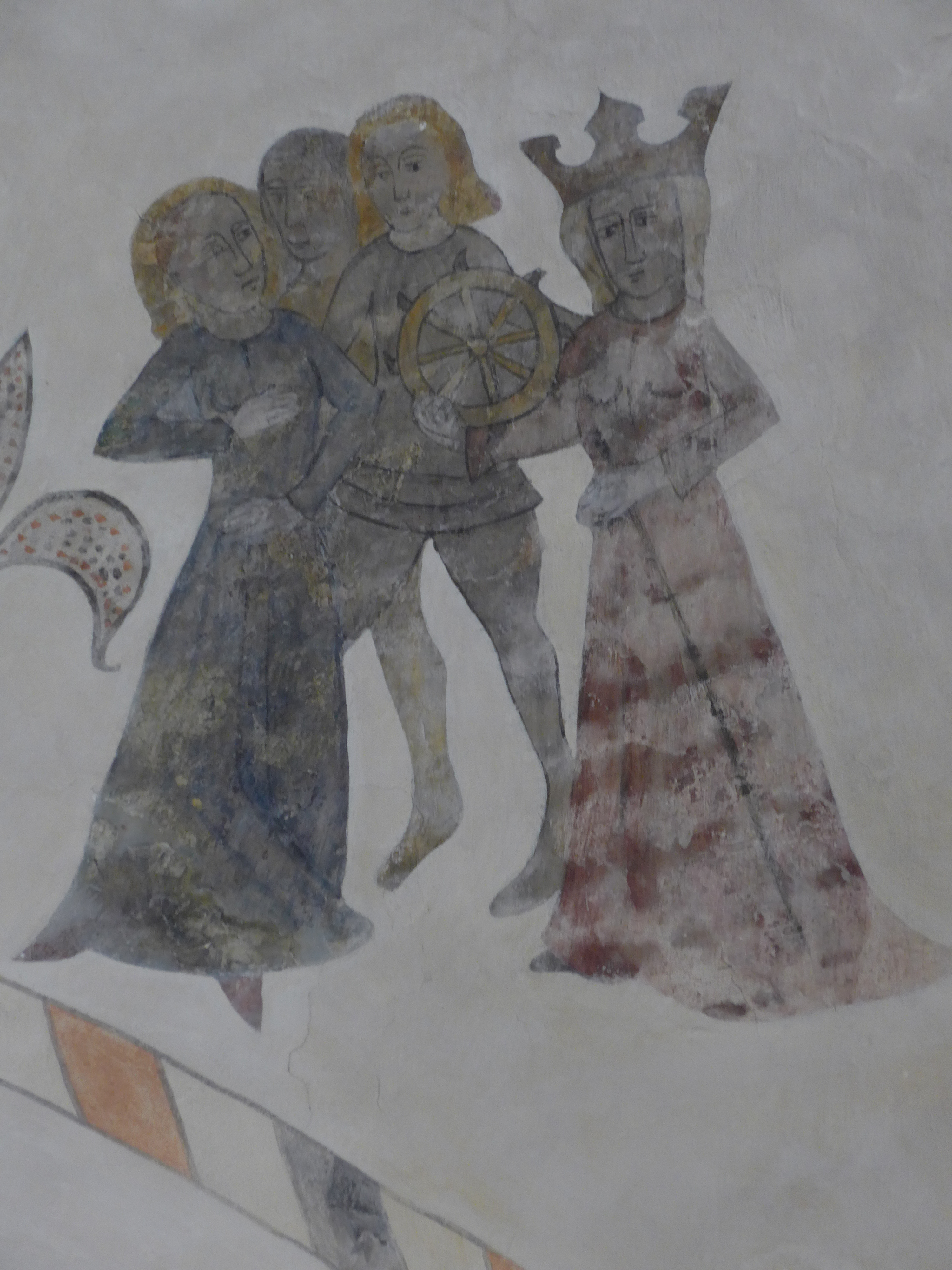
Hl. Katharina, Malerei im Chorgewölbe, um 1400

Neben einer mit Bemalung ornamentierten Kanzel des späten 17. Jahrhunderts gehören die geringen Reste gotischer Wandmalereien zu den beachtenswerteren Ausstattungselementen. Die schlecht erhaltene Kreuzigungsgruppe nördlich der Chorfenster dürfte aus der Zeit der Kirchweihe um 1324 stammen, die gekrönte Hl. Katharina mit ihren Begleitfiguren im Chorgewölbe wird um oder bald nach 1400 gemalt worden sein. Alle Wandmalereien sind um 1930–1950 von Hermann Oetken stark restauriert worden.

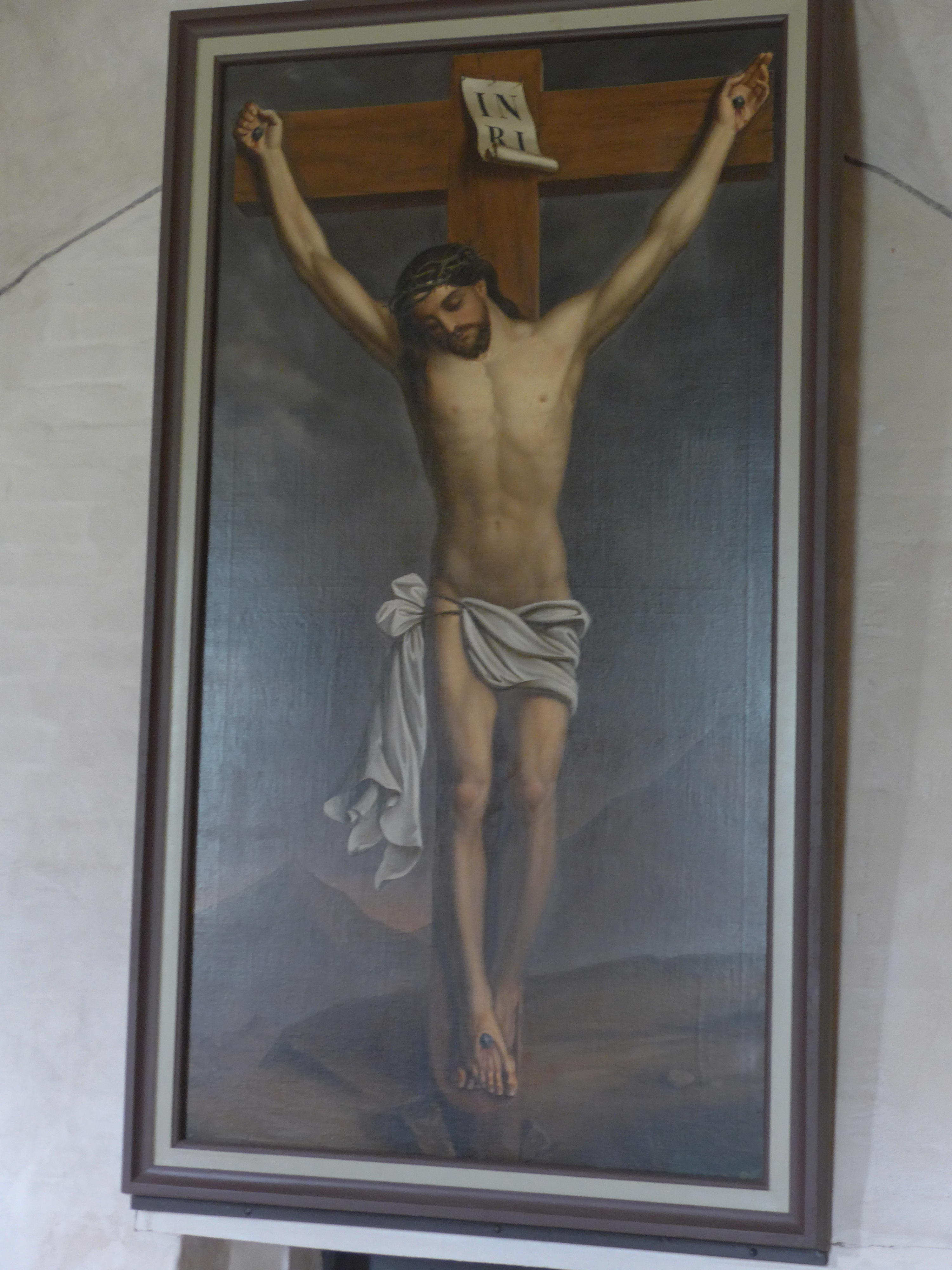
B. D. Funke: Kreuzigung, Ölgemälde in St.-Katharinen-Kirche Schönemoor, 1833

1833 malte Bernhard Dietrich Funke ein großes Ölbild Christi am Kreuz, das einzige Werk des Bremer Künstlers außerhalb des Porträtfachs. Das Bild schmückte lange die Friedhofskapelle, heute hängt es über dem Ausgang der Kirche.
In der Vorhalle ist die Grabplatte des Pastors Diederich von Lindern (1632–92) aufgestellt, die früher im Chorraum auf dem Fußboden über seinem Grab lag. Zwei Leuchter aus getriebenem Messingblech von 1692 stehen nur von Weihnachten bis Trinitatis auf dem Altar.

### Orgel

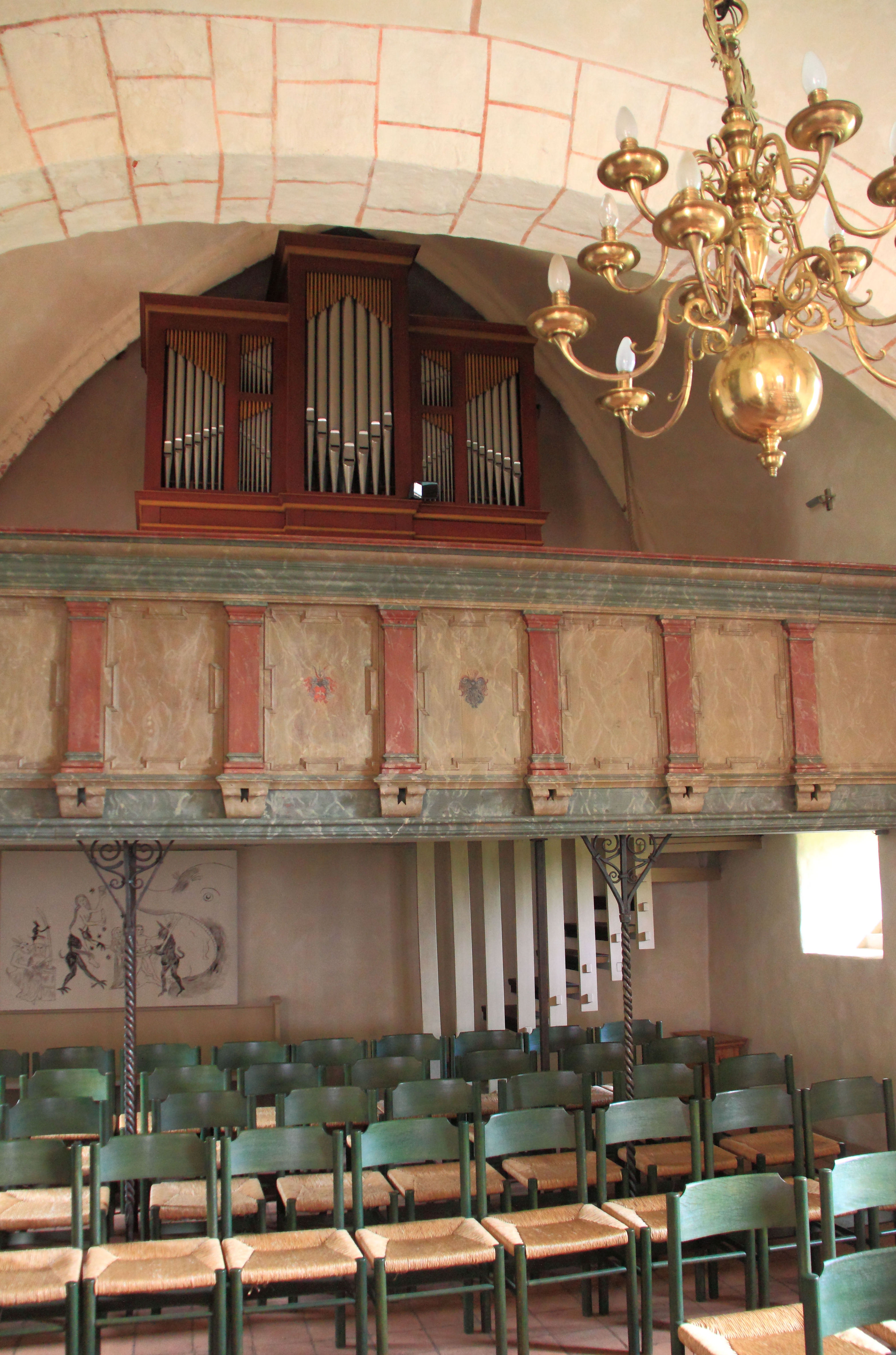
Hillebrand-Orgel von 1976

Die Orgel auf der um 1800 eingebauten Empore wurde im Jahr 1976 von Gebrüder Hillebrand Orgelbau aus Hannover gefertigt. Sie hat zwei Manuale und Pedal mit folgender Disposition:
| I Hauptwerk C–g3 |    |
| Rohrflöte        | 8′ |
| Principal        | 4′ |
| Mixtur IV        |    |

| II Oberwerk C–g3 |    |
| Gedackt          | 8′ |
| Blockflöte       | 4′ |
| Gemshorn         | 2′ |
| Sesquialter II   |    |

| Pedal C–f1 |     |
| Subbass    | 16′ |

- Koppeln: Manualkoppel, Pedalkoppeln.
- Tremulant.

### Glocke
1681 hat Gelbgießer Joh. Otto Kroeger, Oldenburg, eine Glocke gegossen. Sie wurde 1790 vom Glockengießer J.P. Bartels, Bremen, umgegossen. Die Glocke ist auf den Ton Gis' gestimmt und hat einen Durchmesser von 0,97 m.

## Friedhof
Auf dem gepflegten Friedhof haben sich mehrere Grabstelen aus dem 17./18. Jahrhundert erhalten.